# Masqat FC
Masqat FC is een Omaans voetbalclub uit Masqat. De club is in 2004 ontstaan na een fusie tussen Rowi en Al Busta en is een van de succesvolste uit het land. Het speelt in het Sultan Qaboos Sports Complex.

## Erelijst
Omani League: (3) 1978, 2003 (Rowi); 2006
Sultan Qaboos Cup: (1) 2003 (Rowi)
Omani Super Cup: (2) 2004, 2005
Al-Khaburah · Al-Nahda · Al Shabab · Al-Nasr Salalah · Al-Oruba · Dhofar · Masqat FC · Al-Seeb · Sur Club · Talia Club · Sahem Club · Sohar Club